# 김기완
김기완(1966년 6월 4일 ~)은 쌍방울 레이더스의 전 야구 선수다.
통산 9경기 18.2이닝 ERA 3.86을 기록했으며 1992년 5월 7일 3대(본인 박종철 이창원) 2대(최해명 이현택) 트레이드를 통해 삼성 라이온즈 유니폼을 입었으나 쌍방울 삼성 두 팀에서 1992년 단 한 차례도 출전하지 못하여 이 해를 끝으로 은퇴했고 본인(김기완) 뿐 아니라 박종철 이창원 최해명 이현택 모두 이적 후 이렇다할 활약을 보이지 못했다.

## 출신 학교
- 동대문중학교
- 청원고등학교
- 한양대학교

## 같이 보기
- 1990년 쌍방울 레이더스 시즌
- 1991년 쌍방울 레이더스 시즌